# Муре
Муре је насеље у Србији у општини Рашка у Рашком округу. Према попису из 2022. било је 86 становника.

## Демографија
У насељу Муре живи 122 пунолетна становника, а просечна старост становништва износи 43,1 година (43,4 код мушкараца и 42,8 код жена). У насељу има 47 домаћинстава, а просечан број чланова по домаћинству је 3,15.
Ово насеље је великим делом насељено Србима (према попису из 2002. године), а у последња три пописа, примећен је пад у броју становника.
|  |

| Демографија | Демографија | Демографија |
| Година      | Становника  | Становника  |
| ----------- | ----------- | ----------- |
| 1948.       | 189         |             |
| 1953.       | 187         |             |
| 1961.       | 200         |             |
| 1971.       | 203         |             |
| 1981.       | 189         |             |
| 1991.       | 173         | 173         |
| 2002.       | 148         | 148         |

| Етнички састав према попису из 2002.‍ | Етнички састав према попису из 2002.‍ | Етнички састав према попису из 2002.‍ | Етнички састав према попису из 2002.‍ | Етнички састав према попису из 2002.‍ |
| ------------------------------------ | ------------------------------------ | ------------------------------------ | ------------------------------------ | ------------------------------------ |
|                                      |                                      |                                      |                                      |                                      |
| Срби                                 | Срби                                 |                                      | 144                                  | 97,29%                               |
| Југословени                          | Југословени                          |                                      | 2                                    | 1,35%                                |
| непознато                            | непознато                            |                                      | 1                                    | 0,67%                                |

| Година пописа     | 1948. | 1953. | 1961. | 1971. | 1981. | 1991. | 2002. |
| ----------------- | ----- | ----- | ----- | ----- | ----- | ----- | ----- |
| Број домаћинстава | 34    | 34    | 36    | 42    | 50    | 52    | 47    |

| Број чланова      | 1  | 2  | 3 | 4 | 5 | 6 | 7 | 8 | 9 | 10 и више | Просек |
| ----------------- | -- | -- | - | - | - | - | - | - | - | --------- | ------ |
| Број домаћинстава | 11 | 13 | 4 | 5 | 7 | 5 | 2 | 0 | 0 | 0         | 3,15   |

| Пол    | Укупно | Неожењен/Неудата | Ожењен/Удата | Удовац/Удовица | Разведен/Разведена | Непознато |
| ------ | ------ | ---------------- | ------------ | -------------- | ------------------ | --------- |
| Мушки  | 56     | 10               | 42           | 4              | 0                  | 0         |
| Женски | 68     | 8                | 43           | 15             | 0                  | 2         |
| УКУПНО | 124    | 18               | 85           | 19             | 0                  | 2         |

| Пол    | Укупно                    | Пољопривреда, лов и шумарство | Рибарство                            | Вађење руде и камена | Прерађивачка индустрија       |
| ------ | ------------------------- | ----------------------------- | ------------------------------------ | -------------------- | ----------------------------- |
| Мушки  | 24                        | 0                             | 0                                    | 7                    | 2                             |
| Женски | 16                        | 1                             | 0                                    | 1                    | 2                             |
| УКУПНО | 40                        | 1                             | 0                                    | 8                    | 4                             |
| Пол    | Производња и снабдевање   | Грађевинарство                | Трговина                             | Хотели и ресторани   | Саобраћај, складиштење и везе |
| Мушки  | 1                         | 1                             | 1                                    | 0                    | 1                             |
| Женски | 0                         | 0                             | 1                                    | 0                    | 1                             |
| УКУПНО | 1                         | 1                             | 2                                    | 0                    | 2                             |
| Пол    | Финансијско посредовање   | Некретнине                    | Државна управа и одбрана             | Образовање           | Здравствени и социјални рад   |
| Мушки  | 0                         | 3                             | 3                                    | 0                    | 1                             |
| Женски | 0                         | 1                             | 1                                    | 1                    | 5                             |
| УКУПНО | 0                         | 4                             | 4                                    | 1                    | 6                             |
| Пол    | Остале услужне активности | Приватна домаћинства          | Екстериторијалне организације и тела | Непознато            | Непознато                     |
| Мушки  | 1                         | 0                             | 0                                    | 3                    | 3                             |
| Женски | 0                         | 0                             | 0                                    | 2                    | 2                             |
| УКУПНО | 1                         | 0                             | 0                                    | 5                    | 5                             |